# Concept Unique Identifier
En el Sistema de Llenguatge Mèdic Unificat (Unified Medical Language System, UMLS) de la Biblioteca Nacional de Medicina dels Estats Units (US National Library of Medicine, NLM), l'identificador únic del concepte (Concept Unique Identifier, CUI) és un identificador de 8 caràcters que comença amb la lletra «C» i seguit de 7 dígits.
Cada concepte té assignat un CUI. El CUI no té un significat intrínsec, però es manté constant al llarg del temps i en totes les versions.